# Байер, Рудольф
Рудольф Байер (нем. Rudolf Bayer, родился 7 мая 1939 года) — немецкий учёный в области информатики, почётный профессор в отставке (professor emeritus) Мюнхенского технического университета, в котором он работал с 1972 года. Известен изобретением трёх структур данных: B-дерева (c Эдвардом Маккрейтом), UB-дерева (с Фолкером Марклем) и красно-чёрного дерева.
В 2001 году получил награду премию SIGMOD имени Кодда за инновации. В 2005 избран членом Германского общества информатики.